# Baptiste Bonneau
Baptiste Bonneau, né le 9 octobre 1993, est un gardien de but international Français de rink hockey. Jusqu'en 2018, il évolue en Nationale 1 au sein du club du Nantes ARH avant de partir jouer en Espagne au Cerdanyola CH.

## Parcours en club
Il commence le rink hockey à l'âge de 12 ans au poste de gardien, tout comme ses deux frères. Il suit ainsi le parcours son grand frère Quentin qui a réalisé des stages pour les gardiens en équipe de France jeune. 
À l'âge de 18 ans, il change de club pour rejoindre Biarritz où il n'y joue qu'une seule saison en 2011-2012. 
L'année suivante, il rejoint le Nantes ARH club avec lequel il se hisse en Nationale 1, le plus haut-niveau français.
Après six ans à Nantes, il choisit de quitter le championnat français pour jouer en Espagne au Cerdanyola CH,. Il est le remplaçant de Pere Anton. La saison suivante, il est maintenu à son poste. 
En 2019, sélectionné en équipe de France avec quatre autres anciens de La Vendéenne, il est remplaçant lors des World Roller Game de Barcelone.

## Palmarès
En 2015, il participe au championnat du monde de rink hockey en France en tant que 3e gardien.